# Торно (Комо)
Торно (итал. Torno) је насеље у Италији у округу Комо, региону Ломбардија.
Према процени из 2011. у насељу је живело 1193 становника. Насеље се налази на надморској висини од 273 м.

## Становништво
Према резултатима пописа становништва 2011. у општини је живело 1.203 становника.
| 1931. | 1936. | 1951. | 1961. | 1971. | 1981. | 1991. | 2001. | 2011. |
| ----- | ----- | ----- | ----- | ----- | ----- | ----- | ----- | ----- |
| 764   | 788   | 1.208 | 1.201 | 1.216 | 1.091 | 1.158 | 1.222 | 1.203 |